# Australische Leichtathletik-Meisterschaften 2019
Die 97. Australischen Leichtathletik-Meisterschaften wurden vom 1. bis 7. April 2019 im Sydney Olympic Park in Sydney ausgetragen. Die Wettkämpfe dienten auch als Qualifikationsmöglichkeit für die später im Jahr stattfinden Weltmeisterschaften in Doha.
Ausgelagert waren der Meilen- sowie der 5000- und 10.000-Meter-Lauf. Erstmals seit 25 Jahren fand die Meilenmeisterschaft im Rahmen der Albie Thomas Mile statt, die am 22. Dezember 2018 im Crest Athletic Centre in Bankstown, einem Vorort von Sydney, gelaufen wurde. Beim Sydney Track Classic 2019 waren am 23. Februar 2019 die 5000 Meter zu bestreiten. Bei den Zatopek 10K am 13. Dezember 2018 im Lakeside Stadium von Melbourne waren die 10.000 Meter integriert.

## Medaillengewinner

### Männer
| Disziplin          | Gold              | Leistung     | Silber           | Leistung     | Bronze                           | Leistung     |
| ------------------ | ----------------- | ------------ | ---------------- | ------------ | -------------------------------- | ------------ |
| 100 m              | Rohan Browning    | 10,28 s      | Jack Hale        | 10,34 s      | Trae Williams                    | 10,35 s      |
| 200 m              | Alex Hartmann     | 20,68 s      | Jake Doran       | 20,76 s      | Jack Hale                        | 20,93 s      |
| 400 m              | Steven Solomon    | 45,99 s      | Alexander Beck   | 46,31 s      | Tyler Gunn                       | 46,62 s      |
| 800 m              | Peter Bol         | 1:46,12 min  | Joshua Ralph     | 1:46,15 min  | Mason Cohen                      | 1:46,91 min  |
| 1500 m             | Luke Mathews      | 3:43,15 min  | Ryan Gregson     | 3:44,03 min  | Rorey Hunter                     | 3:44,05 min  |
| Meilenlauf         | Matthew Ramsden   | 3:59,18 min  | Ryan Gregson     | 3:59,95 min  | Rorey Hunter                     | 4:01,98 min  |
| 5000 m             | Jordan Gusman     | 13:29,47 min | Stewart McSweyn  | 13:32,37 min | Liam Adams                       | 13:56,63 min |
| 110 m Hürden       | Nicholas Hough    | 13,55 s      | Nicholas Andrews | 13,91 s      | Ivor Metcalf                     | 14,41 s      |
| 400 m Hürden       | Ian Dewhurst      | 50,29 s      | Luke Major       | 51,15 s      | Bryce Collins                    | 51,61 s      |
| 3000 m Hindernis   | Max Stevens       | 8:39,31 min  | James Nipperess  | 8:43,09 min  | Ben Buckingham                   | 8:47,14 min  |
| 4 × 100 m Staffel  | New South Wales   | 40,21 s      | South Australia  | 40,96 s      | Victoria                         | 41,08 s      |
| 4 × 400 m Staffel  | New South Wales   | 3:10,15 min  | Victoria         | 3:10,46 min  | South Australia                  | 3:19,97 min  |
| 10.000 m Bahngehen | Dane Bird-Smith   | 38:30,61 min | Rhydian Cowley   | 40:44,81 min | Tyler Jones                      | 41:39,27 min |
| Hochsprung         | Joel Baden        | 2,30 m       | Grant Szalek     | 2,15 m       | Joseph Baldwin                   | 2,15 m       |
| Stabhochsprung     | Angus Armstrong   | 5,50 m       | David Thomson    | 5,40 m       | Stephen Clough Declan Carruthers | 5,30 m       |
| Weitsprung         | Henry Smith       | 7,90 m       | Chris Mitrevski  | 7,83 m       | Joshua Cowley                    | 7,79 m       |
| Dreisprung         | Alwyn Jones       | 15,95 m      | Ayo Ore          | 15,77 m      | Emmanuel Fakiye                  | 15,74 m      |
| Kugelstoßen        | Damien Birkinhead | 19,79 m      | Aiden Harvey     | 17,40 m      | Matt Cowie                       | 17,08 m      |
| Diskuswurf         | Matthew Denny     | 65,28 m      | Mitchell Cooper  | 59,75 m      | Lachlan Page                     | 54,74 m      |
| Hammerwurf         | Costa Kousparis   | 65,11 m      | Huw Peacock      | 63,26 m      | Ned Weatherly                    | 62,52 m      |
| Speerwurf          | Hamish Peacock    | 78,12 m      | William White    | 74,95 m      | Nash Lowis                       | 74,73 m      |
| Zehnkampf          | Kyle Cranston     | 7594 Punkte  | David Brock      | 7539 Punkte  | David Thomson                    | 7256 Punkte  |

### Frauen
| Disziplin          | Gold              | Leistung     | Silber                | Leistung     | Bronze               | Leistung     |
| ------------------ | ----------------- | ------------ | --------------------- | ------------ | -------------------- | ------------ |
| 100 m              | Naa Anang         | 11,32 s      | Maddie Coates         | 11,52 s      | Riley Day            | 11,63 s      |
| 200 m              | Maddie Coates     | 23,50 s      | Nana Owusu-Afriyie    | 23,64 s      | Kristie Edwards      | 23,87 s      |
| 400 m              | Bendere Oboya     | 52,00 s      | Caitlin Sargent-Jones | 53,20 s      | Angeline Blackburn   | 53,36 s      |
| 800 m              | Catriona Bisset   | 2:00,48 min  | Georgia Griffith      | 2:01,26 min  | Morgan Mitchell      | 2:01,60 min  |
| 1500 m             | Chloe Tighe       | 4:11,74 min  | Bernadette Williams   | 4:15,25 min  | Sarah Billings       | 4:16,10 min  |
| Meilenlauf         | Whitney Sharpe    | 4:37,35 min  | Genevieve Gregson     | 4:37,66 min  | Rose Davies          | 4:39,77 min  |
| 5000 m             | Melissa Duncan    | 15:29,70 min | Paige Campbell        | 15:31,50 min | Sinead Diver         | 15:35,70 min |
| 100 m Hürden       | Celeste Mucci     | 13,09 s      | Brianna Beahan        | 13,11 s      | Michelle Jenneke     | 13,12 s      |
| 400 m Hürden       | Lauren Wells      | 54,87 s      | Sarah Carli           | 56,08 s      | Sara Klein           | 56,19 s      |
| 3000 m Hindernis   | Paige Campbell    | 9:49,68 min  | Stella Radford        | 10:06,13 min | Georgia Winkcup      | 10:25,69 min |
| 4 × 100 m Staffel  | New South Wales   | 45,68 s      | Tasmanien             | 46,39 s      | Western Australia    | 46,59 s      |
| 4 × 400 m Staffel  | Victoria          | 3:39,05 min  | New South Wales       | 3:43,65 min  | Western Australia    | 3:53,35 min  |
| 10.000 m Bahngehen | Katie Hayward     | 43:20,65 min | Jemima Montag         | 43:51,47 min | Rachel Tallent       | 46:10,54 min |
| Hochsprung         | Nicola McDermott  | 1,92 m       | Hannah Joye           | 1,82 m       | Brittany Pettitt     | 1,82 m       |
| Stabhochsprung     | Lisa Campbell     | 4,30 m       | Lauren Hyde-Cooling   | 4,10 m       | Courtney Smallacombe | 3,95 m       |
| Weitsprung         | Naa Anang         | 6,88 m       | Brooke Stratton       | 6,70 m       | Jessie Harper        | 6,45 m       |
| Dreisprung         | Ellen Pettitt     | 13,36 m      | Aliyah Johnson        | 13,21 m      | Tierra Exum          | 12,73 m      |
| Kugelstoßen        | Emma Berg         | 14,24 m      | Taryn Gollshewsky     | 14,09 m      | Lyvante Su'emai      | 13,86 m      |
| Diskuswurf         | Taryn Gollshewsky | 56,38 m      | Kimberly Mulhall      | 54,95 m      | Talosaga Kia         | 50,97 m      |
| Hammerwurf         | Alexandra Hulley  | 65,49 m      | Stephanie Ratcliffe   | 56,54 m      | Kaysanne Hockey      | 56,18 m      |
| Speerwurf          | Kelsey-Lee Barber | 63,33 m      | Kathryn Mitchell      | 62,78 m      | Jess Bell            | 52,55 m      |
| Siebenkampf        | Celeste Mucci     | 5844 Punkte  | Alysha Burnett        | 5716 Punkte  | Tori West            | 5466 Punkte  |